# Marouette de Caroline
Porzana carolina
Espèce
Statut de conservation UICN

 LC  : Préoccupation mineure
La Marouette de Caroline ou râle de Caroline (Porzana carolina) est une petite espèce d'oiseau aquatique appartenant à la famille des Rallidae.

## Liens externes

Carte de répartition
Aire de nidification
Voie migratoire
Présent à l'année
Aire d'hivernage

## Galerie

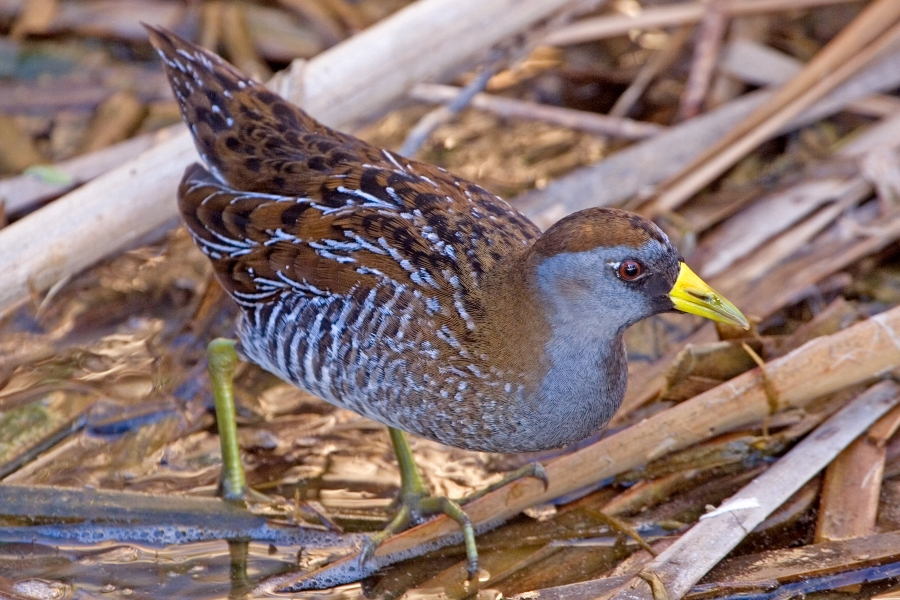